# Heinz Wendlinger
Heinz Wendlinger es un deportista alemán que compitió para RFA en bobsleigh. Ganó una medalla de plata en el Campeonato Mundial de Bobsleigh de 1953, en la prueba cuádruple.

## Palmarés internacional
| Campeonato Mundial | Campeonato Mundial           | Campeonato Mundial | Campeonato Mundial |
| Año                | Lugar                        | Medalla            | Prueba             |
| ------------------ | ---------------------------- | ------------------ | ------------------ |
| 1953               | Garmisch-Partenkirchen (RFA) | Medalla de plata   | Cuádruple          |